# Lý thuyết chiếc thìa và tầng lớp
Lý thuyết chiếc thìa và tầng lớp (tiếng Hàn: 수저 계급론) là một khái niệm xã hội cho rằng mỗi cá nhân trong xã hội có thể được phân loại thành các tầng lớp kinh tế–xã hội khác nhau, biểu tượng bằng chất liệu tạo nên một chiếc thìa – dựa trên tài sản và thu nhập của gia đình. Theo khái niệm này, sự thành công trong cuộc sống phụ thuộc hoàn toàn vào việc được sinh ra trong một gia đình giàu có. Thuật ngữ này xuất hiện vào năm 2015 và được sử dụng rộng rãi đầu tiên trong các cộng đồng mạng tại Hàn Quốc.

## Lý thuyết
Thuật ngữ này bắt nguồn từ một thành ngữ trong tiếng Anh: "sinh ra với chiếc thìa bạc trong miệng" (born with a silver spoon in one's mouth). Trong quá khứ, giới quý tộc châu Âu thường sử dụng các dụng cụ ăn bằng bạc, và trẻ em được các vú nuôi cho ăn bằng thìa bạc – biểu tượng của sự giàu có. Tại Hàn Quốc, khái niệm này được phát triển sâu hơn để lập ra một hệ thống phân loại các cá nhân dựa trên mức độ giàu có của gia đình. Khác với thành ngữ phương Tây chỉ đơn thuần mô tả những người "sinh ra với thìa bạc", cách dùng trong tiếng Hàn phân chia xã hội thành các tầng lớp theo loại thìa mà họ "sinh ra cùng", bao gồm: thìa đất, đồng, bạc, vàng và thậm chí là bạch kim – tương ứng với khả năng kinh tế của gia đình. Những người có xuất thân nghèo được gọi là "thìa đất".

## Sử dụng
Lý thuyết này bắt đầu xuất hiện rộng rãi trong các cộng đồng mạng tại Hàn Quốc từ năm 2015.

Năm 2019, Bộ trưởng Bộ Tư pháp Hàn Quốc Cho Kuk vướng vào một vụ bê bối tham nhũng sau khi có tiết lộ rằng ông cùng vợ đã làm giả hồ sơ để hỗ trợ con cái trong quá trình nộp đơn vào đại học. Vụ việc khiến ông phải từ chức, đồng thời thừa nhận bản thân là một người thuộc tầng lớp “thìa vàng”, và dẫn đến việc Tổng thống của Hàn Quốc khi đó là Moon Jae-in phải công khai xin lỗi. Thời điểm đó, tờ The New York Times đưa tin rằng:
Vụ bê bối đã bùng nổ thành sự bẽ bàng lớn nhất trong nhiệm kỳ tổng thống của ông Moon, trong bối cảnh nền kinh tế trì trệ và cơ hội dành cho người trẻ ngày càng khan hiếm. Vụ việc đặc biệt làm dấy lên làn sóng phẫn nộ về những “đứa trẻ ngậm thìa vàng” trong tầng lớp tinh hoa, những người có thể dễ dàng bước chân vào các trường đại học hàng đầu và có được công việc dễ dàng, trong khi những người “ngậm thìa đất” kém may mắn phải vật lộn với nền kinh tế trì trệ của Hàn Quốc.

## Phân tích xã hội học

### Thìa vàng là một mô hình mô phỏng
Hyo Chan Cho liên hệ khái niệm “thìa vàng” với lý thuyết mô phỏng (simulacrum) của Jean Baudrillard. Theo ông, “thìa vàng” tồn tại như một hình ảnh không có gốc gác thực tế, nhưng lại được lặp đi lặp lại đến mức trở thành một “siêu thực” (hyperreality) trong xã hội hiện đại. Hình tượng này – được duy trì và khuếch đại bởi truyền thông và quảng cáo – đã lý tưởng hóa những điều vốn không có thật, khiến chúng được nhìn nhận như thể có thật. Cho cho rằng xã hội ngày nay ngày càng tiếp nhận những hình ảnh tái tạo ấy như một thực tại vượt trội so với bản thân đời sống thực. Quan điểm này tương đồng với lập luận của Baudrillard, rằng trong thời đại mô phỏng, bản chất trở nên mờ nhạt và bị thay thế bởi sức mạnh của hình ảnh.

### Phân cực kinh tế và tính di động xã hội
Giới trẻ Hàn Quốc, đặc biệt là những người đang chuẩn bị cho các bước chuyển quan trọng như vào đại học, kết hôn hoặc tìm việc làm, thường cảm thấy thua thiệt – nhất là khi so sánh với những người độ tuổi có điều kiện kinh tế tốt hơn. Nhiều doanh nghiệp tại Hàn Quốc đặt ra yêu cầu cao về thành tích học tập và khả năng tiếng Anh, những điều kiện mà tầng lớp thượng lưu có thể dễ dàng đáp ứng hơn nhờ vào nguồn lực tài chính. Ngược lại, những người thuộc tầng lớp trung lưu và thu nhập thấp thường phải vừa học vừa làm việc, đồng thời thiếu sự hỗ trợ vật chất tương xứng.
Bất bình đẳng kinh tế không chỉ ảnh hưởng đến cơ hội việc làm mà còn lan rộng sang các khía cạnh khác của đời sống, bao gồm cả hôn nhân. Sự nghèo đói mang tính di truyền qua nhiều thế hệ đã góp phần hình thành các tầng lớp xã hội rõ rệt. Dù vẫn có những cá nhân vượt lên hoàn cảnh, không ít người đã lên tiếng chỉ trích sự bất công có tính hệ thống mà lý thuyết này đã phản ánh. Tình trạng bất bình đẳng này vẫn đang đè nặng lên đôi vai của giới trẻ, đồng thời phản ánh cấu trúc xã hội được mô tả trong lý thuyết này.

### Nghiên cứu của Park Jae-wan về tính di động xã hội
Park Jae-wan, giáo sư tại Đại học Sungkyunkwan, đã phân tích lý thuyết này dưới góc độ di động xã hội. Ông nhận định rằng phân phối thu nhập tại Hàn Quốc có xu hướng tương đồng với các quốc gia phát triển, dựa trên các chỉ số như hệ số Gini và tỷ lệ nghèo tương đối. Tuy vậy, ông cho rằng những lập luận ủng hộ các khái niệm như "thìa vàng" hay "địa ngục Joseon" vẫn còn thiếu cơ sở vững chắc.
Nghiên cứu của ông Park ước tính tỉ lệ các nhóm thu nhập duy trì được vị thế kinh tế–xã hội hiện tại: 29,8% đối với nhóm thu nhập thấp, 38,2% đối với tầng lớp trung lưu và 32,0% đối với nhóm thu nhập cao. Mặc dù tính di động xã hội vẫn tồn tại, nhưng quá trình phân tầng đã chậm lại kể từ cuộc khủng hoảng tài chính, đặc biệt là do tình trạng nghèo đói kéo dài trong nhóm người cao tuổi.
Park xác định năm nguyên nhân chính dẫn đến sự hình thành của lý thuyết này:
1. Giới trẻ thất nghiệp
2. Chuyển giao tài sản giữa các thế hệ
3. Quy định của chính phủ và các nhóm lợi ích
4. Cảm giác thiệt thòi tương đối trong xã hội Hàn Quốc
5. Vốn xã hội yếu kém[8]

### Các chính sách được giáo sư Han Jun đề xuất
Han Jun, giáo sư xã hội học tại Đại học Yonsei, đã nhấn mạnh tầm quan trọng của tính di động xã hội nhằm trong việc nâng cao mức sống và sự hòa hợp giữa các tầng lớp trong xã hội. Ông kêu gọi thực thi các chính sách can thiệp có mục tiêu, chẳng hạn như cải thiện sức khỏe thể chất và tinh thần cho trẻ em trong các gia đình có thu nhập thấp, đồng thời hỗ trợ học tập và tăng cường nhận thức cho trẻ. Ông Han cũng đặc biệt lưu ý đến sự cần thiết của việc đầu tư giáo dục có trọng tâm tại các khu vực nông thôn và khu vực có thu nhập thấp.

### Những nghiên cứu của giáo sư Lee Byeong-hoon
Lee Byeong-hoon, giáo sư xã hội học tại Đại học Chung-Ang, đã thực hiện các nghiên cứu về nhận thức của công chúng về vấn đề bất bình đẳng. Ông nhận thấy rằng những ý kiến tiêu cực đối với vấn đề bất bình đẳng bắt nguồn từ cấu trúc xã hội phân tầng và sự phân biệt đối xử. Những cá nhân trẻ và có trình độ học vấn cao đã thể hiện sự chỉ trích mạnh mẽ đối với vấn đề bất bình đẳng. Phân tích của ông Lee cho thấy những nhận thức mạnh mẽ nhất về bất bình đẳng nằm ở nhóm thu nhập thấp, tiếp đến là tầng lớp trung lưu, và ở mức độ thấp nhất nằm trong giới thượng lưu.

## Kết luận
Hiện tượng trên đã phản ánh sự đan xen phức tạp giữa bất bình đẳng kinh tế, tính di động xã hội và nhận thức của công chúng tại Hàn Quốc. Trong khi một số ý kiến cho rằng tính di động xã hội vẫn còn khả thi, thì các rào cản mang tính hệ thống vẫn tồn tại, làm trầm trọng thêm tình trạng nghèo đói kéo dài và chênh lệch giàu nghèo giữa các tầng lớp. Việc giải quyết những thách thức này đòi hỏi nỗ lực phối hợp nhằm giảm thiểu bất bình đẳng và gắn kết xã hội.